# Europäische Äsche
Die Europäische Äsche (Thymallus thymallus) ist ein Knochenfisch des Süßwassers aus der Familie Salmonidae. Sie wurde in Deutschland 1997 und 2011 sowie in Österreich 2002, 2011 und 2021 zum Fisch des Jahres ernannt.

## Merkmale
Das Gewicht der ausgewachsenen Äsche beträgt etwa 500 bis 1500 Gramm; die Länge der ausgewachsenen Äsche liegt in der Regel zwischen 30 und 50 Zentimeter. Besonders große Exemplare können bis zu 3000 Gramm schwer und bis zu 60 Zentimeter lang werden. Auffällige Merkmale der Äsche sind die nach vorne spitz zulaufenden, birnenförmigen Pupillen, die große Rückenflosse, sowie auffallende, im Verhältnis zur Körpergröße große Rundschuppen. Diese Rückenflosse, die so genannte Äschenfahne, ist bei den männlichen Äschen stärker nach hinten ausgezogen als bei den Weibchen. Mit ihr imponieren die Milchner (Männchen) während der Laichzeit und legen die Rückenflosse beim Laichen über den Rücken des Rogners (Weibchen). Bei der Arktischen Äsche (Thymallus arctica), die auf dem nordamerikanischen Kontinent bis Montana und in Nordostasien vorkommt, ist der hintere Teil der Rückenflosse sogar bis an die Fettflosse verlängert. Die Äschen laichen i. d. R. im Frühjahr (März–April), je nach Habitat auch im Frühsommer auf seichten Kiesbänken. Die Larven bleiben zwischen den Steinen verborgen, bis ihr Dottersack aufgebraucht ist.

## Lebensraum

Verbreitung der Europäische Äsche:
Ganzjähriges Vorkommen
Einführungsgebiete

Die Europäische Äsche kommt von England und Wales über die (Mittel-)Gebirgsregionen Nord-, Mittel-, Ost- und Westeuropas bis ans Schwarze Meer vor. Keine natürlichen Bestände findet man in den westlichen Teilen der Benelux-Staaten, in Südfrankreich, der iberischen Halbinsel, Süditalien und Griechenland. Auch im größten Teil von Norwegen und Dänemark ist sie nicht autochthon.
Durch Gewässerverschmutzung und -verbauten ist die Äsche immer mehr im Rückgang begriffen. Sie benötigt klares, kühles Wasser und wächst eher langsam. Kontrovers wird diskutiert, ob durch den Fraßdruck des Kormorans die Äschenbestände in Europa zurückgegangen sind.
Am Bodensee und Rhein ließ sich ein Zusammenhang zwischen Kormoran- und Äschenbestand feststellen: An den Rheinstrecken, an denen versuchsweise regelmäßig Kormoran-Vergrämungen stattfinden, haben sich die Äschenbestände nach dem Hitzesommer 2003 vergleichsweise stark erholt, während sie im Konstanzer Trichter, trotz verbesserter Wasserqualität, weiter rückläufig sind.
Es scheinen aber auch andere Faktoren dafür verantwortlich zu sein: Während der Kormoran erst Anfang der 1990er Jahre verstärkt in Deutschland auftrat, gingen beispielsweise die Äschenbestände an der Donau bei Riedlingen bereits zehn Jahre früher deutlich zurück. 

## Nutzung
Wirtschaftlich spielt die Äsche nur in der Angelfischerei eine Rolle. Man züchtet sie zwar, aber nur zu Besatzzwecken, denn ihre Haltung ist wegen ihrer hohen Ansprüche an die Wasserqualität zu aufwendig. Geangelt wird die Äsche oft mit künstlichen Fliegen, da der Fisch gerne Anflugnahrung von der Wasseroberfläche aufnimmt. Aber auch mit Maden, Würmern oder den Larven von Köcherfliegen sind sie an der Posenangel zu fangen. Die Arktische Äsche wird auch mit kleinen Spinnködern gefangen.

## Sonstiges
Die Äsche war in Deutschland Fisch des Jahres in den Jahren 1997 und 2011, in Österreich Fisch des Jahres 2002, 2011 und 2021, und wurde vom STS (Schweizerischer Tierschutz) zum Fisch des Jahres 2007 gewählt. Sie ist ein hervorragender Speisefisch, dessen Fleisch sich durch einen leicht thymianartigen Geruch auszeichnet und deren Fett früher als Äschenschmalz Anwendung fand. Dieser Geruch verschwindet aber bei der Zubereitung.  Anders als etwa Bachforellen sucht die Äsche bei Gefahr keine Deckung unter Steinen, weshalb sie für ihre Feinde in den meist kleinen Flüssen zur leichten Beute wird. Nach ihr ist eine der fünf Leitfischregionen von Flüssen benannt, die so genannte Äschenregion.
Die Äsche ist als gefährdete Art durch die Berner Konvention auf europäischer Ebene geschützt. In der Roten Liste der IUCN ist die Äsche als nicht gefährdet („least concern“) eingestuft.
Siehe auch: Systematik der Knochenfische, Äschen